# 邹瑾
邹瑾（1964年12月—），男，汉族，四川宣汉人，中华人民共和国政治人物，中国共产党党员，第十三届全国人民代表大会四川地区代表。曾任雅安市人民政府市长、四川省教育厅厅长，现任四川省文学艺术界联合会党组书记、副主席。

## 生平
2018年2月24日，当选为第十三届全国人大代表